# Morambi, Bhalki
Morambi là một làng thuộc tehsil Bhalki, huyện Bidar, bang Karnataka, Ấn Độ.